# صرد منسري
صرد مِنْسَري (الاسم العلمي: Clytorhynchus)، جنس طير من رتبة الجواثم وفصيلة السُلطانيات. أنواعه خمسة، تستوطن جزر ميلانيزيا وبولنيزيا الغربية.